# Кобылкино (Пензенская область)
Кобылкино (тат. Кабылкин) — татарское село в Каменском районе Пензенской области, административный центр Кобылкинского сельсовета.

## География
Расположено на берегу речки Синняр в 17 км на запад от райцентра города Каменки.

## История
Основано между 1718 и 1747 гг. как деревня новокрещеных татар (в 1747 г., вероятно, была всего одна семья, в 1762 г. в ней показано 5 новокрещен). Первоначально деревня, видимо, задумывалась властями как крупный выселок новокрещеных крестьян, однако из-за того, что склонить к крещению татар не удалось, пришлось селить здесь на свободных землях татар из перенаселенных татарских деревень «Алты авыл». Между 1747 и 1762 гг. по соседству поселена д. Новоселок, Кобылкино тож, татар-мусульман из ближайших татарских деревень того же Завального стана Верхнеломовского уезда, в 1762 г. в Новоселках 273 ревизских души. В деревне были долгожители: в 1748 г. умер в возрасте 104-х лет Бурмяш Размаметев, в 1756 г. – 102-летний Акбулат Токтаров. В конце XVIII в. – на левом берегу р. Синняр, 1 мечеть, село входило в состав Чембарского уезда Пензенской губернии; на плане Генерального межевания Чембарского уезда 1783 г. – д. Кобылкина, расположенная в два порядка вдоль левого берега речки, 141 двор. В 1864 г. – 116 дворов, 3 мечети. В 1911 г. – деревня Мочалейской волости Чембарского уезда, одно крестьянское общество, 244 двора, 3 мечети, 2 татарских школы, 2 водяные мельницы, одна – с нефтяным двигателем, одна –ветряная, 4 кузницы, 9 лавок.
С 1928 года село являлось центром сельсовета Каменского района Пензенского округа Средне-Волжской области (с 1939 года — в составе Пензенской области). В 1955 г. – центральная усадьба колхоза «Искра». В 1980-е – центральная усадьба колхоза «Рассвет».

## Население
| 1762  | 1782  | 1864  | 1877  | 1897  | 1911  | 1926  |
| ----- | ----- | ----- | ----- | ----- | ----- | ----- |
| 546   | ↗862  | ↗1213 | ↗1385 | ↘1382 | ↗1774 | ↘1685 |
| 1930  | 1959  | 1970  | 1979  | 1989  | 1996  | 2002  |
| ↗1940 | ↘1684 | ↗1896 | ↘1756 | ↘1527 | ↗1551 | ↘1501 |
| 2004  | 2010  |       |       |       |       |       |
| ↗1564 | ↘1506 |       |       |       |       |       |

### Национальный состав
- татары — 99% (2002)[7].

## Инфраструктура
В селе имеются средняя общеобразовательная школа, детский сад, клуб, отделение почтовой связи.  

## Религия
В селе расположена действующая мусульманская мечеть.